# مجنون ليلى (أوبريت)
أوبريت غنائى (أغنية حوارية) مأخوذ عن مسرحية مجنون ليلى تأليف الشاعر أحمد شوقي. ظهر في فيلم يوم سعيد عام 1939. أدّاه كل من محمد عبد الوهاب وأسمهان والممثل عباس فارس ومثّله أحمد علام.
ويتكون الأوبريت من جزئين :
1. هو الأوبريت.
- قيس:ليلى!

```
من الهاتف الداعي؟ أقيس أرى 
ماذا وقوفك والفتيان قد ساروا 
```

- قيس:

```
ما كنت يا عم فيهم 
```

- المهدي: دهشا

```
أين كنت إذن؟ 
```

- قيس:

```
في الدار حتى خلت من نارنا الدار 
ما كان من حطب جزل بساحتها 
أودى الرياح به والضيف والجار 
```

- المهدي:

```
ليلى، انتظر قيس، ليلى 
```

- ليلى: من أقصى الخباء

```
ما وراء أبي؟ 
المهدي: 
هذا ابن عمك ما في بيتهم نار 
تظهر ليلى على باب الخباء 
```

- ليلى:

```
قيس ابن عمي عندنا يا مرحبا يا مرحبا 
```

- قيس:

```
متعت ليلى بالحياة وبلغت الأربا 
```

- ليلى:

```
… عفراء… 
```

- عفراء: مولاتي
- ليلى

```
تعالي نقض حقا وجبا 
خذي وعاء واملئيه لابن عمي حطبا 
تخرج عفراء وتتبعها ليلى 
```

- قيس:

```
بالروح ليلى قضت لي حاجة عرضت 
ما ضرها لو قضت للقلب حاجات 
كم جئت ليلى بأسباب ملفقة 
ما كان أكثر أسبابي وعلاتي 
```

- ليلى: قيس
- قيس: ليلى بجانبي كل شيء إذن حضر
- ليلى: جمعتنا فأحسنت ساعة تفضل العمر
- قيس: أتجدين؟
- ليلى: مافؤادي حديد ولا حجر

```
لك قلب فسله يا قيس ينبئك بالخبر 
قد تحملت في الهوى فوق ما يحمل البشر 
```

- قيس: لست ليلاى داريا كيف أشكو وأنفجر

```
أشرح الشوق كله أم من الشوق أختصر 
```

- ليلى: نبني قيس ما الذي لك في البيد من وطر

```
لك فيها قصائد جاوزتها إلى الحضر 
أترى قد سلوتنا وعشقت المها الأخر 
```

- قيس: غرت ليلى من المها والمها منك لم تغر

```
لست كالغيد لا ولا قمر البيد كالقمر 
```

- ليلى: رأت النار تكاد تصل إلى كم قيس

```
ويح عيني ما أرى 
```

- قيس: ليلى
- ليلى:

```
خذ الحذر! 
```

- قيس: غير آبه الا لما كان فيه من نجوى

```
رب فجر سألته هل تنفست في السحر 
ورياح حسبتها جررت ذيلك العطر 
وغزال جفونه سرقت عينك الحور 
```

- المهدى: امض قيس امض جئت تطلب نارا

```
أم تري جئت تشعل البيت نارا
```

2. أغنية «سجى الليل».
- قيس:

```
سجي الليل حتى هاج لي الشعرُ والهوى، وما البيدُ الا الليلُ والشعرُ والحبُ،
```

```
ملأت سماء البيد عشقا وأرضها، وحُملت وحدي ذلك العشق يا ربُ،
```

```
ألمّ على أبيات ليلى بيَ الهوى، وما غيرَ أبياتي دليل ولا ركبُ،
```

```
 وباتت خيامي خطوةً من خيامها، فلم يشفني منها جوار ولا قربُ،
```

```
 إذا طاف قلبي حولها، جن شوقُه، كذلك يطفي الغُلة المنهلُ العذبُ،
```

```
 يحن إذا شطت ويصبو إذا دنت، فيا ويح قلبي كم يحن وكم يصبو!
```